# آکمیو
آکمیو (کره‌ای: 악뮤؛ انگلیسی: AKMU) همچنین با نام آکدونگ موزیسین (کره‌ای: 악동뮤지션؛ انگلیسی: Akdong Musician) نیز شناخته می‌شود، گروه دو نفری متشکل از خواهر و برادر لی چان هیوک و لی سو هیون است. این دو با حضور در فصل دوم برنامه کی-پاپ استار (۲۰۱۲–۲۰۱۳) به شهرت رسیدند و در آوریل ۲۰۱۴ زیر نظر وای‌جی انترتینمنت با انتشار آلبوم استودیویی بازی به ترتیب در سن ۱۷ و ۱۴ سالگی فعالیت خود را آغاز کردند. نخستین آلبوم استودیویی آنها با استقبال خوب مردم و منتقدان روبرو شد و بیش از ۶٫۹ میلیون دانلود فروخت. آلبوم‌های بعدی آنها به نام‌های بهار و زمستان نیز با موفقیت همراه بودند. تا مارس ۲۰۱۷، آنها بیش از ۲۳ میلیون فروش دیجیتال در کره جنوبی داشته‌اند.